# Marie Louveau-Rouveyre
Marie Louveau-Rouveyre, née le 6 octobre 1851 à Paris et morte à Septeuil le 23 août 1921, est une artiste graveuse française.

## Biographie
Eugénie Marie Joséphine Louveau est la fille d'Eugène Jacques Louveau, artiste peintre, et de Joséphine Emma Jung.
Elle a pour maîtres Carolus-Duran, Auguste Laguillermie et Léopold Flameng, et se spécialise en gravure. Elle expose au Salon de Paris à partir de 1876, présentant cette année-là six eaux-fortes inspirées de sujets antiques destinées à la Gazette archéologique.
Elle épouse en 1875 le peintre Ernest Rouveyre. Léopold Flameng est témoin du mariage. Leurs enfants Paul Alexandre et Marcel Eugène seront peintres également. 
Aquafortiste, elle reçoit une 3e médaille au Salon de 1888, dont elle devient membre.

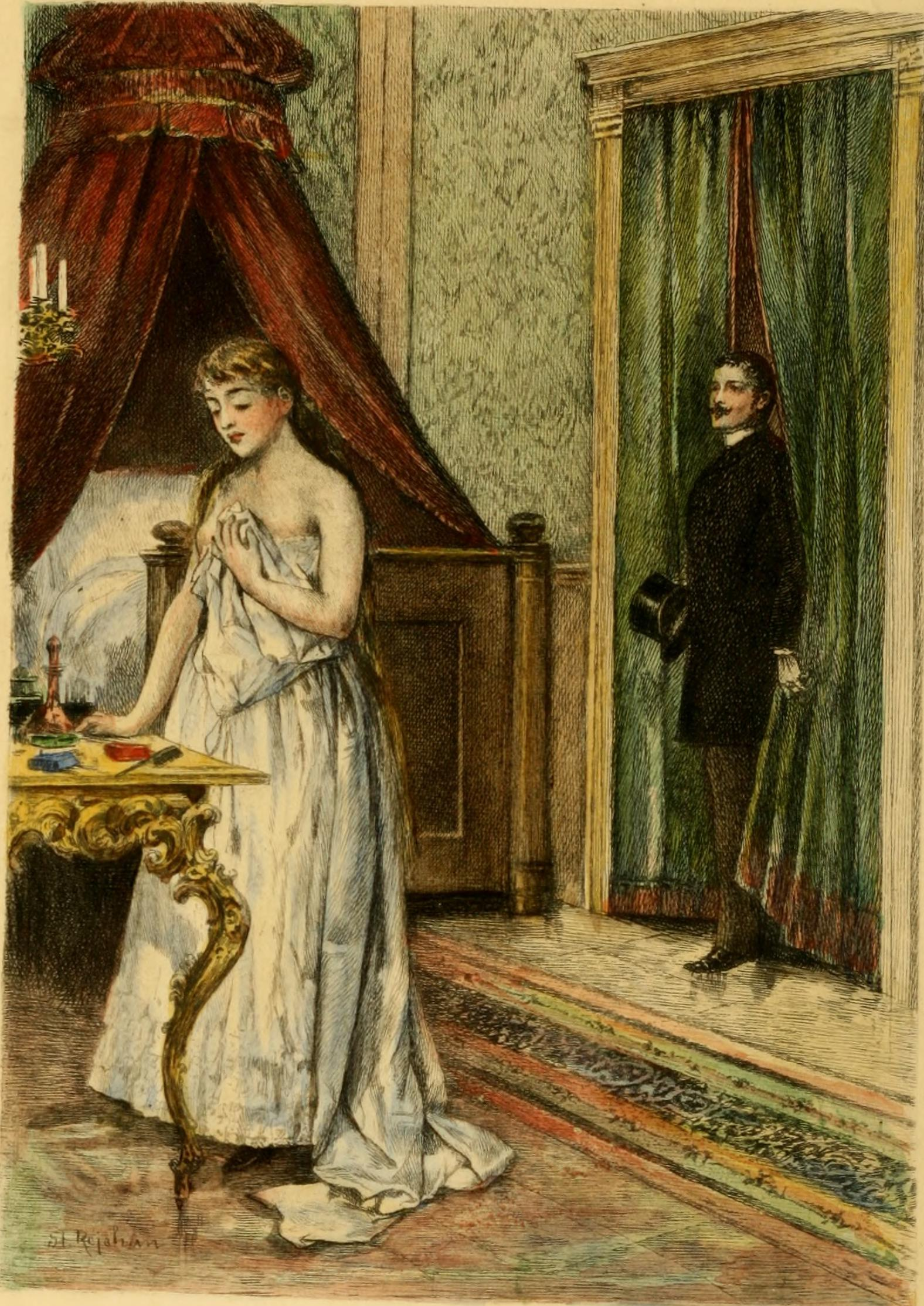
Illustration gravée d'après Stanislaw Rejchan pour Monsieur de Camors d'Octave Feuillet (1885).

Elle expose en 1893 au Woman's Building (Chicago), invitée par Sarah Tyson Hallewell, organisatrice de salons artistiques.
Au Salon des artistes français de 1903, elle reçoit une mention honorable.
Elle meurt en août 1921 à l'âge de 69 ans à son domicile de Septeuil.
Elle a produit des gravures destinées à illustrer certaines œuvres de Victor Hugo.
Son fils Marcel Louveau-Rouveyre fut également graveur.

## Distinction
- Officier d'académie en 1903[10]

## Postérité
- La commune de Septeuil nomme une rue en son souvenir.